# Campeonato Mundial de Atletismo Júnior de 2012 - Salto triplo feminino
A prova do salto triplo feminino do Campeonato Mundial de Atletismo Júnior de 2012 ocorreu entre os dias 11 e 12 de julho em Barcelona, na Espanha. 

## Recordes
Antes desta competição, os recordes mundiais e do campeonato nesta prova eram os seguintes:
|     | Nome            | Nacionalidade | Distância | Local  | Data                 |
| --- | --------------- | ------------- | --------- | ------ | -------------------- |
| WJR | Tereza Marinova | Bulgária      | 14.62 m   | Sydney | 25 de agosto de 1996 |
| CR  | Tereza Marinova | Bulgária      | 14.62 m   | Sydney | 25 de agosto de 1996 |

## Medalhistas
| Ouro                | Prata                       | Bronze               |
| Ana Peleteiro (ESP) | Dovilė Dzindzaletaitė (LTU) | Liuba Zaldívar (CUB) |

## Cronograma
Todos os horários são locais (UTC+1).
| Data        | Hora  | Evento       |
| ----------- | ----- | ------------ |
| 11 de julho | 10:10 | Qualificação |
| 12 de julho | 19:25 | Final        |

## Resultados

### Qualificação
Qualificação: 13,30 m (Q) ou pelo menos melhor 12 qualificado (q) 
| Posição | Grupo | Atleta                | Nacionalidade        | Tentativas | Tentativas | Tentativas | Resultados | Notas  |
| Posição | Grupo | Atleta                | Nacionalidade        | 1          | 2          | 3          | Resultados | Notas  |
| ------- | ----- | --------------------- | -------------------- | ---------- | ---------- | ---------- | ---------- | ------ |
| 1       | A     | Dovilé Dzindzaletaité | Lituânia             | 13.25      | 13.85      |            | 13.85      | Q      |
| 2       | B     | Liuba Zaldívar        | Cuba                 | 13.80      |            |            | 13.80      | Q      |
| 3       | A     | Ana Peleteiro         | Espanha              | 13.63      |            |            | 13.63      | Q, NJR |
| 4       | A     | Francesca Lanciano    | Itália               | X          | X          | 13.59      | 13.59      | Q, NJR |
| 5       | B     | Ekaterina Sariyeva    | Azerbaijão           | 12.43      | 13.37      |            | 13.37      | Q, NJR |
| 6       | A     | Hanna Aleksandrova    | Ucrânia              | 13.12      | 13.19      | 13.32      | 13.32      | Q      |
| 7       | B     | Ottavia Cestonaro     | Itália               | 13.00      | 13.23      | X          | 13.23      | q      |
| 8       | A     | Darya Nelovko         | Rússia               | X          | 12.65      | 13.18      | 13.18      | q      |
| 9       | B     | Ciarra Brewer         | Estados Unidos       | 13.02      | 12.81      | 13.11      | 13.11      | q      |
| 10      | B     | Dilyara Abuova        | Cazaquistão          | X          | 12.91      | 13.06      | 13.06      | q      |
| 11      | A     | Mudan Chen            | China                | 12.61      | X          | 13.01      | 13.01      | q      |
| 12      | B     | Victoria Leonova      | Rússia               | 12.96      | X          | 12.92      | 12.96      | q      |
| 13      | B     | Rabaa Rezgui          | Tunísia              | 12.30      | 12.79      | 12.96      | 12.96      |        |
| 14      | A     | Sabrina Mickenautsch  | Alemanha             | 12.84      | 11.42      | 12.68      | 12.84      |        |
| 15      | A     | Rouguy Diallo         | França               | 12.53      | 12.69      | 12.81      | 12.81      |        |
| 16      | A     | Jennifer Madu         | Estados Unidos       | 12.38      | 12.68      | 12.74      | 12.74      |        |
| 17      | B     | Petra Koren           | Eslovênia            | X          | 12.70      | 12.53      | 12.70      |        |
| 18      | A     | Ivonne Rangel         | México               | X          | 12.45      | 12.68      | 12.68      |        |
| 19      | A     | Thea Lafond           | Dominica             | 11.99      | X          | 12.66      | 12.66      |        |
| 20      | B     | Anna Krasutska        | Ucrânia              | 12.46      | 12.49      | 12.42      | 12.49      |        |
| 21      | B     | Anastasiya Baykova    | Uzbequistão          | 12.45      | 12.22      | 12.33      | 12.45      |        |
| 22      | A     | Melika Kasumovic      | Bósnia e Herzegovina | X          | 12.39      | 12.33      | 12.39      |        |
| 23      | A     | Pei-Ning Hung         | Taipé Chinesa        | X          | 12.21      | 12.35      | 12.35      |        |
| 24      | A     | Josie Nichol          | Austrália            | 12.20      | X          | X          | 12.20      |        |
| 25      | B     | Esra Emiroglu         | Turquia              | 11.70      | 12.12      | X          | 12.12      |        |
| 26      | B     | Tatia Paikidze        | Geórgia              | 11.46      | X          | X          | 11.46      |        |
| –       | B     | Lynn Johnson          | Suécia               | X          |            |            | NM         |        |

### Final
A prova final foi realizada no dia 12 de julho ás 19:25. 
| Posição           | Atleta                | Nacionalidade  | Tentativas | Tentativas | Tentativas | Tentativas | Tentativas | Tentativas | Resultados | Notas           |
| Posição           | Atleta                | Nacionalidade  | 1          | 2          | 3          | 4          | 5          | 6          | Resultados | Notas           |
| ----------------- | --------------------- | -------------- | ---------- | ---------- | ---------- | ---------- | ---------- | ---------- | ---------- | --------------- |
| Medalha de ouro   | Ana Peleteiro         | Espanha        | 13.64      | 13.96      | 14.17      | 13.80      | X          | X          | 14.17      | WJL             |
| Medalha de prata  | Dovilé Dzindzaletaité | Lituânia       | 13.59      | X          | 13.73      | 13.60      | 14.17      | X          | 14.17      | WJL ,           |
| Medalha de bronze | Liuba Zaldívar        | Cuba           | 13.62      | 13.90      | 13.89      | X          | 13.61      | 13.38      | 13.90      |                 |
| 4                 | Ganna Aleksandrova    | Ucrânia        | 13.27      | 13.48      | 13.21      | 13.42      | 13.42      | 13.39      | 13.48      |                 |
| 5                 | Mudan Chen            | China          | X          | 13.42      | 13.27      | 13.21      | X          | 13.14      | 13.42      |                 |
| 6                 | Ciarra Brewer         | Estados Unidos | X          | 13.38      | 13.37      | 13.15      | 12.97      | 13.18      | 13.38      |                 |
| 7                 | Yekaterina Sariyeva   | Azerbaijão     | 13.33      | 12.35      | X          | 12.65      | 12.75      | X          | 13.33      |                 |
| 8                 | Ottavia Cestonaro     | Itália         | 13.14      | 13.29      | 13.29      | 13.17      | X          | 12.76      | 13.29      |                 |
| 9                 | Dilyara Abuova        | Cazaquistão    | 13.11      | 12.97      | 13.26      |            |            |            | 13.26      | Recorde pessoal |
| 10                | Victoria Leonova      | Rússia         | 13.10      | 13.09      | 12.89      |            |            |            | 13.10      |                 |
| 11                | Daria Nelovko         | Rússia         | 12.87      | 12.98      | 12.61      |            |            |            | 12.98      |                 |
| 12                | Francesca Lanciano    | Itália         | 12.86      | 12.95      | 12.87      |            |            |            | 12.95      |                 |

Legenda
| Recorde mundial       | Recorde mundial (World record)               |                       | Recorde africano                      | Recorde africano (African) |                                           | Q | Classificado por posição (Qualified) |
| Recorde do campeonato | Recorde do campeonato (Championship record)  | Recorde da América    | Recorde da América (Americas)         | q                          | Classificado por melhor tempo (Qualified) |   |                                      |
| Melhor marca do ano   | Melhor marca do ano (World leading)          | Recorde asiático      | Recorde asiático (Asian)              | DNS                        | Não largou (Did not start)                |   |                                      |
| Recorde nacional      | Recorde nacional (National record)           | Recorde europeu       | Recorde europeu (European)            | DNF                        | Não terminou (Did not finish)             |   |                                      |
| Recorde pessoal       | Recorde pessoal do atleta (Personal best)    | Recorde da Oceania    | Recorde da Oceania (Oceania)          | DSQ / DQ                   | Desclassificado (Disqualified)            |   |                                      |
| Recorde da temporada  | Recorde da temporada do atleta (Season best) | Recorde sul-americano | Recorde sul-americano (South America) | NM                         | Sem marca (No mark)                       |   |                                      |